# Conus verdensis furnae
Conus verdensis furnae is een ondersoort van de zeeslakkensoort Conus verdensis, uit het geslacht Conus. De slak behoort tot de familie Conidae. Conus verdensis furnae werd in 1990 beschreven door Rolán. Net zoals alle soorten binnen het geslacht Conus zijn deze slakken roofzuchtig en giftig. Zij bezitten een harpoenachtige structuur waarmee ze hun prooi kunnen steken en verlammen.